# Strijd in de woestijn
Strijd in de woestijn (Frans:  Baroud sur le désert) is het veertiende album uit de Franco-Belgische strip Tanguy en Laverdure van Jean-Michel Charlier (scenario) en Jijé (tekening).
Het verhaal verscheen in voorpublicatie in het Franse stripblad Pilote van 17 juli 1969 (nummer 506) tot en met 25 december 1969 (nummer 529). In 1970 werd het verhaal in albumvorm uitgegeven bij Dargaud, omdat 46 pagina's het aantal gebruikelijke pagina's was voor een strip werd het verhaal met twee pagina's ingekort. In het Nederlands verscheen het verhaal meteen in albumvorm in 1974, ook ingekort'. Door de politiek omstreden albums Bestemming Stille Zuidzee en Gevaar op Mururoa werd het album in de jaren zeventig uitgegeven als het twaalfde verhaal. 
Dit was het tweede deel van een tweeluik dat zijn voorafgegaan werd in het album Luitenant Boemboem. In de integrale heruitgave Trammelant in de woestijn werden de ontbrekende pagina's weer toegevoegd. 

## Het verhaal
Tanguy en Laverdure zoeken per helikopter Azraf en zijn mannen, echter kunnen zij zich onder een brug verbergen. Azraf wordt in de woestijn achterna gezeten door een helikopter van Mokhtar. Tanguy en Laverdure vliegen achter de heli en via een touw met een zwaar gewicht aan kunnen ze de heli raken waardoor deze neerstort. Zo kunnen ze Azraf meenemen. Hij heeft het plan om de olieraffinaderij van Akkad te bombarderen zodat de oliemaatschappij die het beleid van zijn oom Mokhtar steunt de hulp aan hem stop zet. Tanguy weigert echter om hieraan mee te werken. Hij wil zijn vliegtuigen terug kapen om zo te vluchten. Intussen ontluikt er ook een romance tussen hem en de Amerikaanse Marjorie Hart. 
Tanguy en Laverdure slagen erin om hun vliegtuigen terug te kapen. Azraf richt zijn pistool dan op Michel en dwingt hem om toch naar Akkad te vliegen. Via de radio verneemt Michel dat het kamp waar Marjorie verblijft aangevallen wordt door de troepen van Mokhtar. Alles staat in lichterlaaie en door het besef dat Marjorie omgekomen is zint Michel op wraak en vliegt hij nu uit vrije wil naar Akkad. Vliegtuigen van Mokhtar willen hen onderscheppen, maar worden zelf neergehaald waardoor ze op de raffinaderij neerstorten wat een geweldige ontploffing veroorzaakt. Mokhtar wordt door de afgevaardigde van de oliemaatschappij neergeschoten, die op zijn beurt wordt neergeschoten door de mannen van Azraf. 
Tanguy en Laverdure vrezen dat er hun een zware straf boven het hoofd hangt door de ontploffing van Akkad, maar Azraf, die nu officieel het staatshoofd is van Sakkarat belooft een goed woordje voor hen te doen.  